# Roots Rock
Roots Rock ist eine Richtung der Rockmusik, die Rock wieder stärker mit seinen Wurzeln (engl. roots) in der US-amerikanischen Folklore bzw. Volksmusik verbindet, das heißt mit Country, Blues und Folk. Roots Rock rechnet man gemeinhin zum Genre des Americana.
Das Roots Rock-Subgenre entstand zum einen durch Bob Dylans Gehversuche mit einer E-Gitarre, zum anderen auch als Antwort auf den Hard Rock der Rolling Stones. Über die Jahre entstanden Genres wie Bluesrock und Alternative Country.